# Гибель авианосца «Глориес»
Гибель авианосца «Глориес» или Бой в Норвежском море (8 июня 1940 года) — морской бой в Норвежском море в 300 милях к западу от Тромсё во время Второй мировой войны, в котором линкоры «Шарнхорст» и «Гнейзенау» военно-морских сил Германии уничтожили авианосец королевских военно-морских сил Великобритании «Глориес» и два эсминца. Первое в истории сражение линкоров с авианосцем.

## События перед боем
4 июня 1940 г. из Киля в поход к побережью Северной Норвегии вышла немецкая эскадра под командованием вице-адмирала Вильгельма Маршаля в составе быстроходных линкоров (линейных крейсеров) «Гнейзенау» (флаг адмирала), «Шарнхорст», тяжёлого крейсера «Адмирал Хиппер» и четырёх эсминцев. Целью похода (кодовое обозначение — операция «Юно») была атака Харстада — главной базы союзников под Нарвиком для поддержки действовавших там в окружении немецких войск. 7 июня, при подходе немецкой эскадры к месту проведения операции, адмирал Маршаль на основании данных авиаразведки, заметившей отходящие на запад конвои, сделал вывод: союзники заканчивают эвакуацию своих войск из-под Нарвика. В этой ситуации, вопреки распоряжениям высшего командования, Маршаль принял решение отказаться от атаки опустевшего Харстада, а бросить все силы на перехват идущих из Нарвика союзных конвоев.
Утром 8 июня немецкие корабли потопили два одиночных британских транспорта и эскортный траулер, но госпитальное судно «Атлантис» было отпущено. Ни одному из британских кораблей не удалось передать радиосообщение, либо оно было заглушено более мощными немецкими радиостанциями. В 13.00 адмирал Маршаль дал приказ израсходовавшим запасы топлива «Хипперу» и эсминцам идти на базу в Тронхейме, а сам с двумя линкорами взял курс на северо-запад для поиска замеченного гидросамолётами конвоя. В 16.46 наблюдатель на мачте «Шарнхорста» заметил на востоке дым неизвестного большого судна, идущего на юго-запад. В 17.00 «Гнейзенау» и «Шарнхорст» сделали полный поворот и, развив скорость в 29 узлов, устремились на пересечение курса неизвестного корабля. Вскоре он был опознан как британский авианосец.
Замеченным немцами кораблём был «Глориес», который со 2 июня обеспечивал под Нарвиком воздушную поддержку эвакуации союзных войск (операция «Алфавит») в составе авианосного соединения вице-адмирала Л. В. Уэллса (авианосцы «Арк Ройял», «Глориес» и 5 эсминцев). 9 июня оба авианосца должны были присоединиться к эскорту покидающего Нарвик второго большого союзного конвоя, однако утром 8 июня командир «Глориеса» капитан Г. Д. Ойли-Хьюз запросил у адмирала Уэллса разрешение немедленно самостоятельно следовать на базу в Скапа-Флоу. Причиной такой просьбы был острый конфликт между командиром авианосца и начальником авиагруппы корабля коммандером Д. Б. Хотом, что требовало срочного решения военного суда на базе. По другой версии, «Глориесу» требовалось срочно идти на базу из-за исчерпания запасов топлива. После получения разрешения, «Глориес» в сопровождении эсминцев «Ардент» и «Акаста» двинулся в сторону метрополии. Следует отметить, что в Норвежской кампании одиночные переходы авианосцев с минимальным эскортом были типичны для Королевского флота, так как британское командование не допускало появления здесь крупных надводных сил противника.
Во время перехода авиационная группа авианосца не вела воздушного патрулирования, хотя при заблаговременном обнаружении противника «Глориес», не уступавший по быстроходности немецким линкорам, мог бы уклониться от боя, сообщив о противнике другим британским кораблям. Однако самолёты «Глориеса» находились в ангарах, ни один из них не был в готовности к старту. Отказ от воздушной разведки объяснялся тем, что из-за северо-западного ветра для запуска и посадки самолётов авианосцу пришлось бы ложиться на обратный курс.
Всего на авианосце в тот момент находилось 35 самолётов, из которых пять были торпедоносцы «Суордфиш», а остальные — истребители «Гладиатор» и «Харрикейн».

Авианосец «Глориес» в сопровождении эсминца

Авианосец шёл со скоростью 17 узлов, выполняя противолодочный зигзаг. Для экономии топлива под парами находилось 12 из 18 котлов, что не позволяло в случае необходимости быстро развить максимальную скорость. Несмотря на ясную погоду, визуальное наблюдение с мачт и надстроек не велось, в результате, неизвестные корабли в западной части горизонта на «Глориесе» заметили только в 17.00. Капитан Орли-Хьюз дал приказ поднять из ангара и приготовить к взлёту «Суордфиши». Эсминец «Ардент» был послан для опознания неизвестных кораблей. После того, как они не ответили на запрос с эсминца прожектором, в 17.20 на «Глориесе» был дан сигнал боевой тревоги. В 17.27 «Гнейзенау» открыл огонь средним калибром по приблизившемуся на 14,5 км «Арденту», а в 17.32 «Шарнхорст» сделал первый залп главным калибром по «Глориесу», находившемуся от него в тот момент на расстоянии в 25 км.

## Ход боя
В условиях дневного боя на расстоянии прямой видимости решающую роль играла корабельная артиллерия. В этом отношении два немецких линкора, вооружённые каждый девятью 280-мм, двенадцатью 150-мм и четырнадцатью 105-мм (зенитными) орудиями, имели подавляющее преимущество над британским авианосцем с шестнадцатью 120-мм орудиями и двумя эсминцами с четырьмя 120-мм орудиями на каждом. Британские эсминцы располагали сильным торпедным вооружением — по два 4-трубных торпедных аппарата на каждом, но чтобы успешно применить торпеды, им пришлось бы сблизиться с противником на дистанцию гарантированного поражения артиллерийским огнём.
«Глориес» не успел задействовать своё главное вооружение — ударные самолёты «Суордфиш». В 17.38 третий залп «Шарнхорста» дал накрытие и «Глориес» получил первое попадание. 280-мм снаряд пробил верхнюю палубу и взорвался в ангаре, вызвав там пожар. Из-за разрушений палубы взлёт самолётов с авианосца стал невозможен. Два «Суордфиша», которые успели поднять на палубу, были сброшены взрывом в воду. Авианосец оказался полностью обезоружен, так как его 120-мм артиллерия на такой дистанции не доставала до противника. В 17.46 к обстрелу «Глориеса» подключился «Гнейзенау». Обстреливая «Глориес» главным калибром, «Шарнхорст» и «Гнейзенау» одновременно вели заградительный огонь из 150-мм орудий по сблизившемуся с ними эсминцу «Ардент» (командир — лейтенант-коммандер Дж. Ф. Баркер). «Ардент» почти сразу получил попадание в котельное отделение. В 17.42 он дал по «Шарнхорсту» 4-х торпедный залп, безрезультатный из-за большого расстояния, и добился одного попадания из 120-мм орудия. Поставленная им дымовая завеса не смогла закрыть «Глориес» от противника.

«Шарнхорст» ведёт огонь по «Глориесу»

Только через полчаса после объявления боевой тревоги, находясь уже под огнём двух линкоров, командир «Глориеса» дал, наконец, приказ изменить курс, ведущий на сближение с противником. Авианосец сделал резкий поворот на юго-восток. Он смог увеличить скорость до 26 узлов, однако немецкие линкоры не отставали и даже сократили дистанцию до 21 км. «Шарнхорст» и «Гнейзенау» вели стрельбу без спешки, тщательно производя пристрелку и наблюдение. В 17.56 «Глориес» был поражён второй раз. 280-мм снаряд разорвался на мостике авианосца и уничтожил всех находившихся там, включая командира корабля. Командование принял старший офицер Ловелл. Через две минуты авианосцу удалось временно скрыться от обстрела за дымовой завесой, поставленной эсминцем «Акаста». В это же время эсминец «Ардент» вышел из-за дыма и дал в сторону немецких кораблей второй торпедный залп, как и первый — безрезультатный, немецкие линкоры уклонились от торпед. Эсминец снова попал под огонь среднего калибра немецких линкоров и, сильно повреждённый, затонул в 18.22.

Последние минуты «Глориеса»

В это время немцы уже заметили «Глориес» в разрыве дымовой завесы и возобновили его обстрел главным калибром. «Гнейзенау» сразу добился накрытия цели. 280-мм снаряд разорвался в машинном отделении авианосца и нанёс кораблю гибельные повреждения. Охваченный пожарами «Глориес» потерял управление и стал двигаться по кругу с растущим креном на правый борт. Стало ясно, что авианосец обречён. Второй британский эсминец «Акаста» (командир — коммандер Ч. Гласфёрд) не имел повреждений и мог бы попытаться спастись. Однако «Акаста» полным ходом бросился на пересечение курса немецких линкоров. Пройдя перед ними под плотным огнём (немцы стреляли по нему даже из зениток), «Акаста» дал два 4-торпедных залпа. «Гнейзенау» уклонился от торпед, но в 18.39 одна из них поразила «Шарнхорст» с правого борта в районе кормовой башни. Торпедное попадание имело для линкора тяжёлые последствия. Из-за затопления через подводную пробоину «Шарнхорст» осел кормой на 3 метра, из трёх гребных валов действовал только один, вышла из строя кормовая башня главного калибра и одна башня среднего калибра, при взрыве погибло 48 человек. Немцы уже не стреляли по гибнущему «Глориесу», сосредоточив огонь на «Акасте», который получил множество попаданий, потерял ход, но продолжал до конца вести огонь из двух уцелевших кормовых орудий и добился ещё одного попадания 120-мм снарядом в «Шарнхорст». В 19.08 горящий авианосец «Глориес» опрокинулся и затонул. Практически одновременно с ним скрылся под водой и изрешечённый снарядами эсминец «Акаста».
Тяжёлые повреждения «Шарнхорста» заставили адмирала Маршаля отказаться от дальнейшей операции против союзных конвоев и срочно идти на базу. В 19.15 «Гнейзенау» и «Шарнхорст» взяли курс на Тронхейм, не оказав помощи плавающим в ледяной воде и плёнке мазута британцам. Немногих уцелевших подобрали позднее со спасательных плотиков норвежские суда. 39 спасённых было доставлено в Великобританию, 7 — в оккупированную Норвегию. Число погибших из бывших на «Глориесе», «Арденте» и «Акасте» составило 1520 человек.

## Последующие события
В ходе боя «Глориес» передавал радиограммы с сообщениями о его атаке немецкими линкорами. Радиограммы передавались в плохих условиях радиосвязи и на неверной частоте, на которую британские корабли должны были перейти только на следующий день. Тем не менее, одно из сообщений было принято на крейсере «Девоншир». Поскольку на крейсере были эвакуируемые из Тромсё члены королевской семьи и правительства Норвегии, находившийся на «Девоншире» контр-адмирал Дж. Каннингем распорядился сохранять радиомолчание. Если бы немцы продолжили операцию, это могло сыграть роковую роль для идущего далее под охраной всего двух лёгких крейсеров и пяти эсминцев второго конвоя, который перевозил из Нарвика 10 тыс. чел. личного состава союзных войск.
О появлении немецких линкоров британское командование впервые узнало только утром 9 июня, когда госпитальное судно «Атлантис» встретило в море линкор «Вэлиент», немедленно повернувший для охраны второго нарвикского конвоя. Командующий Флотом метрополии адмирал Ч. Форбс узнал о гибели «Глориеса» только во второй половине дня из сообщения германского радио. Для поиска немецкой эскадры были срочно направлены линкоры «Родней» и «Ринаун». 10 июня адмирал Маршаль вышел из Тронхейма на перехват союзных конвоев с линкором «Гнейзенау», тяжёлым крейсером «Адмирал Хиппер» и четырьмя эсминцами, но союзные транспорты уже изменили курс, покинув опасную зону. Немецкие разведывательные самолёты обнаружили приближение главных сил британского Флота метрополии, после чего Маршаль окончательно отказался от проведения операции.
Таким образом, большой успех Кригсмарине — уничтожение британского авианосца — нельзя считать полной победой немецкого флота. Гибель «Глориеса», к которой привели ошибки британской разведки, проглядевшей появления у Нарвика крупных надводных сил противника, а также упущения самого командира корабля, всё же сорвала планы противника и спасла от возможного уничтожения транспорты большого союзного конвоя благодаря героическим действиям сопровождавших авианосец эсминцев «Ардент» и «Акаста» против многократно превосходящих их по силе немецких линкоров.